# Nieuport II

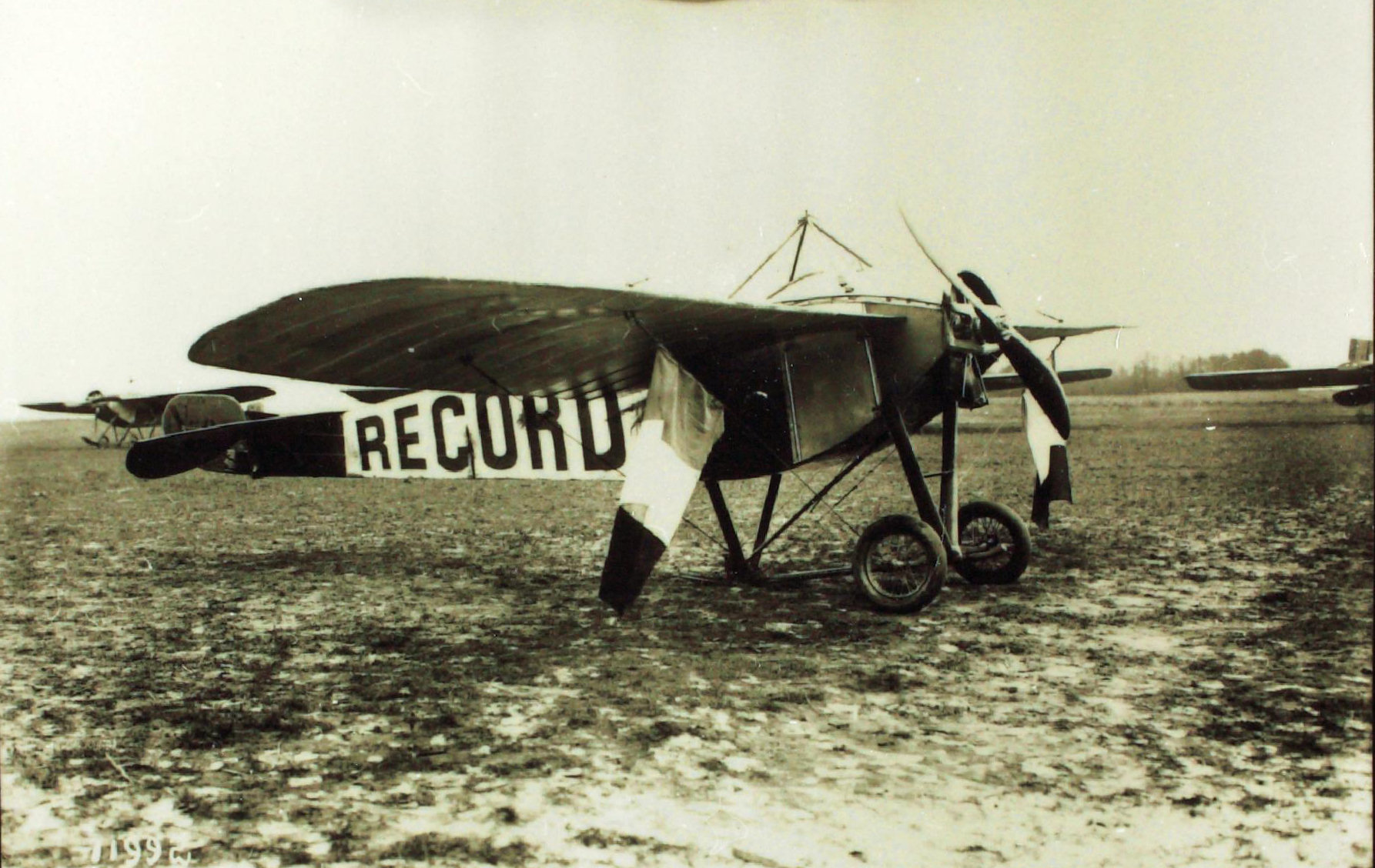
Nieuport II.G

De Nieuport II is een licht middendekker eenpersoons sport- en racevliegtuig, gebouwd door de Franse vliegtuigbouwer Nieuport. De eerste vlucht was in 1910. Het toestel was in productie tussen 1910 en 1914.

## Ontwerp en historie
Het ontwerp van de Nieuport II kwam tot stand door een samenwerking van ontwerper Robert Esnault-Pelterie met Eiffel Laboratories. Het resultaat was een middendekker ondersteund met spandraden waar de piloot tussenin zat. De besturing over de langsas gebeurde door middel van vleugeltordatie (verdraaiing). Bij de eerste exemplaren werd deze tordatie gedaan met het voetenstuur en bediende de stuurknuppel het richting- en hoogteroer. Latere versies werden optioneel uitgerust met een modernere configuratie waarbij het voetenstuur het richtingroer bediend, en de stuurknuppel de vleugeltordatie (of de ailerons) plus het hoogteroer.
De Nieuport II is geleverd met diverse motoren: zowel boxermotoren, rotatiemotoren en Y-motoren. 
Op 11 mei 2011 wist een Nieuport II met een 28 pk Nieuport boxermotor een nieuw wereldsnelheidsrecord neer te zetten met een snelheid van 119,63 km/u.
De 1911 editie van de Gordon Bennett Trophy race werd gewonnen door een Nieuport II met een 100 pk Gnome rotatiemotor. Dit toestel haalde een snelheid van 126 km/u. Ook de derde plaats werd in dezelfde race opgeëist door een Nieuport II.
In 1912 behaalde een Nieuport II de eerste plaats in de Coupe Deutsch de la Meurthe competitie met een gemiddelde snelheid van 119,5 km/u over een parcours van 200 km.

## Varianten
II.D18 pk tweecilinder Darraq 25hp O-2 boxermotor.
II.A40 pk driecilinder  Anzani Y-radiaalmotor.
II.GGnome rotatiemotoren, van 50, 70 of 100 pk.
II.N28 pk tweecilinder Nieuport boxermotor.
II.HWatervliegtuig variant (geoffreerd, maar nooit gebouwd).